# Furios
Das studentische Campusmagazin Furios (Eigenschreibweise FURIOS) ist eine Studentenzeitschrift, die seit dem 15. Dezember 2008 an der Freien Universität Berlin (FU) erscheint. Ihre gedruckte Ausgabe wird einmal pro Semester veröffentlicht und umfasst 40 Seiten. Online berichtet Furios in den Ressorts Campus, Politik, Kultur und Wissenschaft wöchentlich über das aktuelle Geschehen an der Universität. Hinter Furios stecken Studenten, die an unabhängigem Journalismus an der Freien Universität interessiert sind. Das Magazin versteht sich als unabhängiges Medium ohne konkrete politische Ausrichtung. Herausgeber ist der Freundeskreis FURIOS e. V.

## Geschichte

### Entstehung
Im Jahr 2008 feierte die Freie Universität ihr sechzigstes Jubiläum und gewann zum ersten Mal neben der Humboldt-Universität zu Berlin (HU) die Exzellenzinitiative. Zeitgleich regte sich in einigen Studenten der Wunsch nach einem unabhängigen Medium auf dem Campus. Zu diesem Zeitpunkt gab es bereits einige Medien an der FU, hinter jedem stand jedoch eine Interessengruppe. So veröffentlichte beispielsweise der Allgemeine Studierendenausschuss (Asta) das Heft „Out of Dahlem“ und die Pressestelle der FU gab das Online-Magazin „campus.leben“ heraus. Furios nahm es sich zur Aufgabe, die Medienlandschaft zu bereichern, und bildete das erste unabhängige Studentenmagazin an der FU. Das erste Heft, veröffentlicht im Dezember 2008, sowie die zwei folgenden im Juni und Dezember 2009, erhielten einen Druckkostenzuschuss vom Alumni-Verein der FU, der Ernst-Reuter-Gesellschaft (ERG), darüber hinaus wurden Anzeigen geschaltet. Seit 2011 finanziert sich Furios ausschließlich durch Anzeigen und ihren Förderverein.

### Furios heute
Heute berichtet Furios vor allem online auf dem Blog furios-campus.de. Seit 2019 ist die Redaktion außerdem verstärkt auf Twitter und Instagram vertreten. Die Redaktion öffnete nach interner Abstimmung den Fokus vom Geschehen der Freien Universität und versteht sich seither mehr als berlinweites Magazin für Studenten.
Im November 2019 wirkte Furios gemeinsam mit anderen Campusmagazinen und dem studentischen Radio CouchFM an den Podiumsdiskussionen zum Thema „Warum wählst Du?“ des Recherchezentrums Correctiv mit. Ziel war es, herauszufinden, wie Hochschuldemokratie in Zukunft gestärkt werden kann.

## Organisation
Der Freundeskreis FURIOS e. V. existiert offiziell seit 2011. Er trägt als Förderverein die Funktion des Herausgebers, finanziert unter anderem Teile der redaktionellen Infrastruktur und organisiert regelmäßig journalistische Workshops für die Furios-Redaktion.